# Лилия золотистая
Ли́лия золоти́стая (лат. Lílium aurátum), «горная лилия» (яп. 山百合 ямаюри) — вид однодольных цветковых растений рода Лилия.

## Распространение
Эндемик Японии.

## Биологическое описание
Стеблекорневая лилия с коричнево-жёлтой (до желтовато-белой) луковицей до 15 см в диаметре и высотой 7—8 см. Стебли прямые, от 50 до 250 см высотой.
Листья 8—22 см длиной (обычно 10—15 см) и 1,5—3,5 см шириной.
Цветки до 25 см и больше в диаметре, широко раскрытые, белые с карминно-коричневатыми пятнышками и с жёлтой полоской посередине загнутых кончиками и волнистых по краю долей околоцветника, с приятным сильным ароматом, собраны в рыхлое пирамидальное многоцветковое соцветие. У некоторых форм до 30 цветков в соцветии.
В культуре цветение на юге в августе, в средних и северных районах России — в сентябре.
Кариотип: 2n = 24.

## В культуре
Требует глубокой, до 25 см, посадки между низкими кустарниками, притеняющими почву. Луковица должна быть окружена крупным гравием для хорошей аэрации. Верхняя часть стебля должна быть на солнце, требует повышенной влажности воздуха, особенно в период роста. Культура этой лилии лучше удается в Прибалтике и северо-западных областях России, чем в центрально-чернозёмных и юго-восточных.
Рекомендуемая почвенная смесь: хорошо перепревшая дерновая земля с небольшим количеством листового перегноя. Может зимовать в Санкт-Петербурге.
В хороших условиях легко размножается самостоятельным делением луковиц, чешуйками лукович и дает много деток при основании стебля. Мелкие луковицы этой лилии, полученные на 2—3-й год от черенкования чешуек, не превышают в диаметре 2—3 см, но обладают способностью приносить по 1—2 цветка. Хорошо размножается семенами. При семенном размножении получают более стойкие луковицы.
Золотистая лилия очень неустойчива к фузариозу, поражающему луковицу.
Токсична для кошек.

## Формы
Имеет много форм с чисто-белыми, крапчатыми цветками, а также формы с малиновым налётом и такой же каймой на долях околоцветника. Форма плосколистная имеет до 30 цветков и отличается особой мощностью всего растения и крупными цветками. Гибриды этой лилии, взятой в качестве материнского растения, с Lilium speciosum имеют яркую малиновую полосу вдоль и по краям долей околоцветника. Эти гибриды не превышают 1 м высоты и имеют довольно мелкую тёмно-коричневую луковицу.

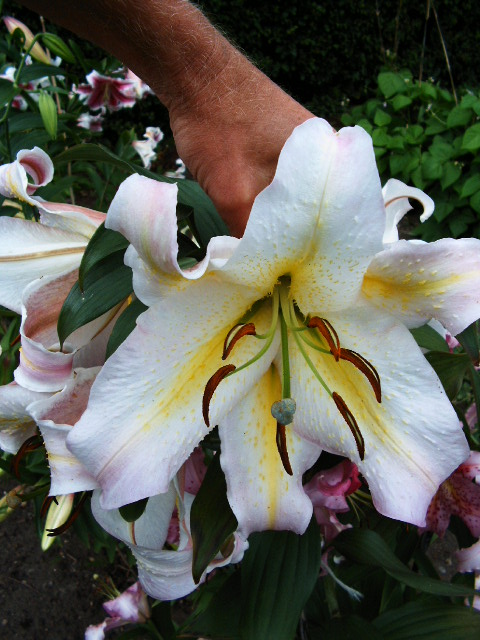
L. auratum var. platyphyllum
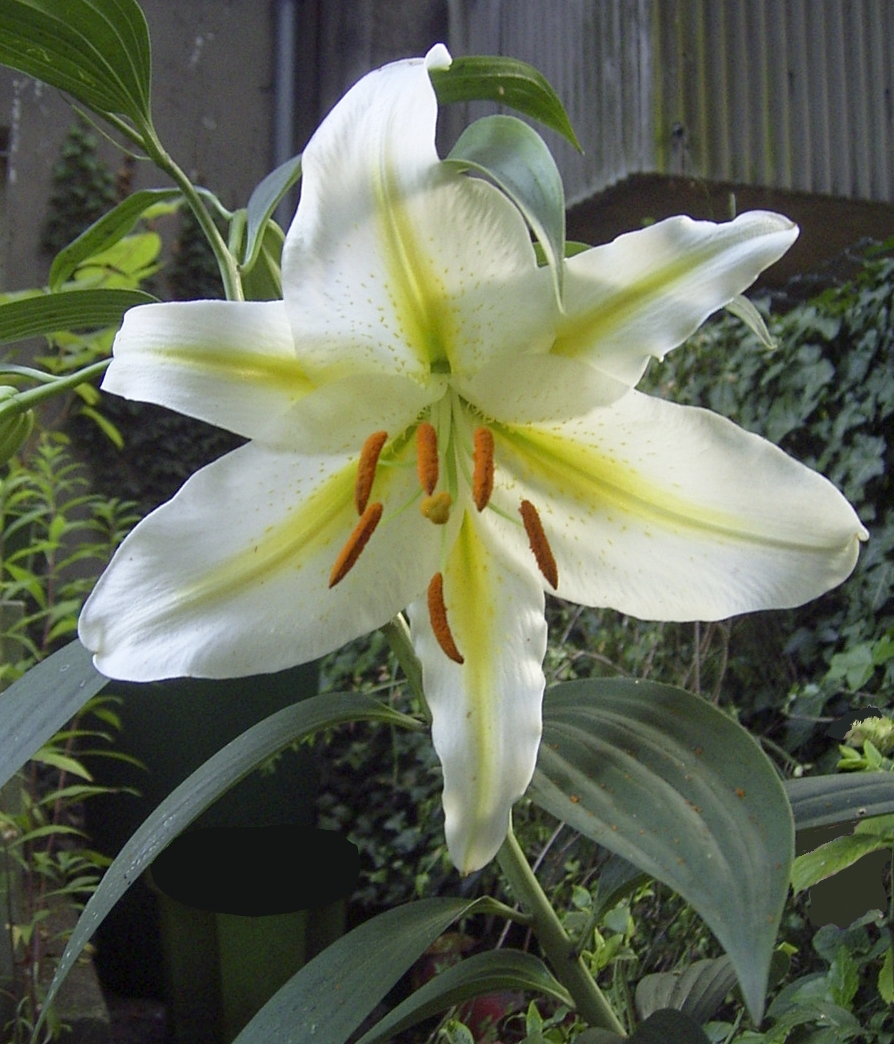
L. auratum var. virginale
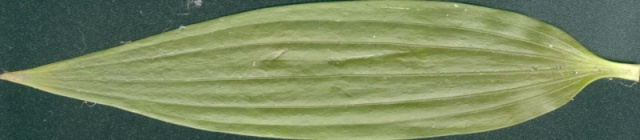
L. auratum var. virginale
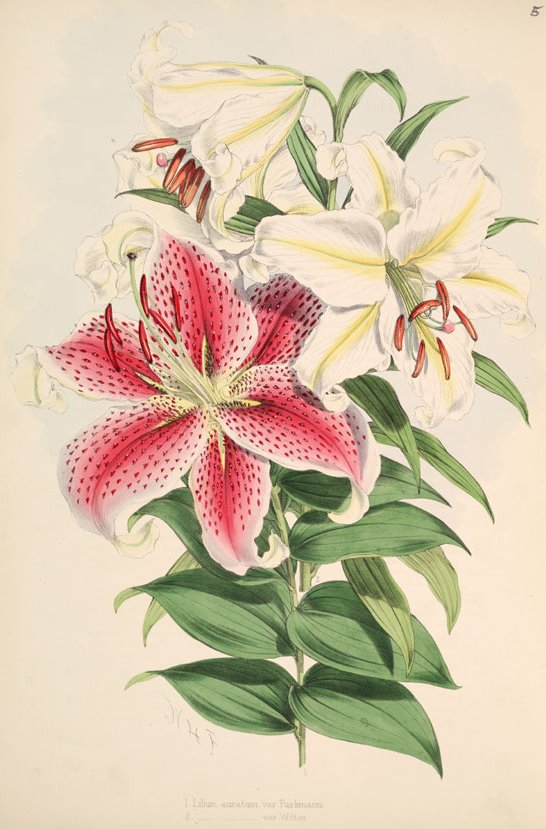
L. auratum var. wittei